# Svidknott

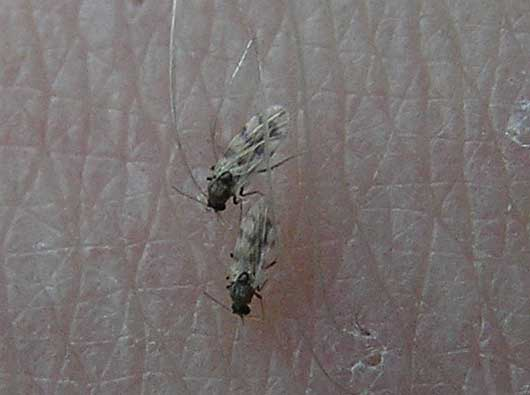
Småsven (svidknott).

Svidknott (Ceratopogonidae) är en familj i underordningen myggor. I hela världen finns ungefär 4 000 arter. I Sverige finns drygt 50 arter.
Svidknott ska inte förväxlas med knott som tillhör en annan myggfamilj.

## Lokala namn
| Namn | Trakt                         | Kommentar                                                             |
| --- | ----------------------------- | --------------------------------------------------------------------- |
| Brännmy, småsven, sve, svedan, svidare, svidd, svidon, sviern, svidan, svirro, sväda, svept, sandmy, svian, sviarn, svidden | Olika platser i norra Sverige | På samiska mueiva                                                     |
| Gnadd | Norrbotten, Västerbotten      | Jfr engelska gnat som kan avse diverse ospecificerade arter av myggor |
| Svedan | Norrbotten, Västerbotten      | Uttalas "schwedan"                                                    |
| Schwia | Norra Västerbotten            |                                                                       |
| Smasvadon | Jämtland                      |                                                                       |
| Schwedebös | Malung                        |                                                                       |
| Sveot | Södra Hälsingland             |                                                                       |

## Beskrivning
Svidknotten är så små (0,6–5 mm, oftast cirka 2 mm) att de utan hinder går rakt igenom myggnät och de kan efter regniga sommarkvällar uppträda i mycket stora antal. De kan då bli en plåga för människor som vistas i naturen då de kryper in i hårbotten, i öronen och vid ögonen och suger blod. Många hästar kan få eksem av svidknottens bett. Särskilt islandshästar som vuxit upp på Island, där svidknott saknas, kan få problem.
Larverna lever antingen som predatorer på små insekter i vatten eller i fuktig jord där de livnär sig på alger och bakterier.
Det är inte alla arter som suger blod på ryggradsdjur. Vissa är så små att de kan suga "blod" (det vill säga kroppsvätska) på större insekter, andra lever på nektar. Somliga arter är rena rovdjur och äter insekter. Det förekommer till och med att en hona efter parning äter upp hanen.

## Arter
Ceratopogon pulicaris (Linné 1758) är "myggsläktets" minsta art.
Arten Culicoides imicola är den främsta vektorn för djursjukdomen blåtunga.[källa behövs]